# نبع الطيب
نبع الطيب، قرية تتبع ناحية مركز السقيلبية في منطقة السقيلبية بمحافظة حماة وسط سوريا. بلغ عدد سكانها 1521 نسمة حسب تعداد عام 2004 الذي أجراه المكتب المركزي للإحصاء، وجل سكانها من العلويين. تتبع لها مزرعة المصلا.
تقع القرية عند أقدام السفح الشرقي لجبال الساحل السوري على ارتفاع 210 أمتار عن سطح البحر. وتشرف على سهل الغاب، إلى الشمال الغربي لمدينة السقيلبية على بعد 18 كيلومترًا.

## أصل التسمية
تستمد القرية ماءها من ينبوع محلى ماؤه طيب المذاق ومنه استمدت القرية اسمها.

## الاقتصاد
يعمل جل سكانها في الزراعة المرواة في سهل الغاب ومن مياه مشروعه، ينتجون القطن والقمح والذرة الصفراء، ويربون البقر والجاموس.

## أعلام
- أمجد يوسف، مجرم حرب وضابط سابق في شعبة الاستخبارات العسكرية التابعة لنظام آل الأسد، والمسؤول عن تنفيذ مجزرة حي التضامن بدمشق في عام 2013.[2]

## وصلات خارجية
- الوحدات الإدارية في محافظة حماة